# 黄河裸裂尻鱼
黄河裸裂尻鱼（学名：Schizopygopsis pylzovi）为輻鰭魚綱鯉形目鲤科裸裂尻鱼属的鱼类，俗名小嘴湟鱼、小嘴巴鱼，是中国的特有物种。分布于黄河上游和柴达木盆地的柴达木河、伊尔格次湖水系、诺木洪河、香日德河、托索湖、阿拉克湖等水域等。该物种的模式产地在甘肃。本魚體狹長，各魚鰭成紅色，尾鰭叉形，魚體為銀色，背部深色，側線明顯，體長可達30公分，可做為食用魚。

## 扩展阅读
維基物種上的相關：黄河裸裂尻鱼
- 黄河土著鱼类列表